# Olios nigriventris
Olios nigriventris är en spindelart som beskrevs av Władysław Taczanowski 1872. Olios nigriventris ingår i släktet Olios och familjen jättekrabbspindlar.
Artens utbredningsområde är Franska Guyana. Inga underarter finns listade i Catalogue of Life.